# Arturo de Marcoartu
Arturo Casto de Marcoartu y Morales (Bilbao, 1829-San Sebastián, 1904) fue un político, noble e ingeniero de caminos español.

## Biografía
Nació el 1 de julio de 1827 en el seno de una familia burguesa de Bilbao. Colaboró en publicaciones periódicas como Revista de Obras Públicas, Revista Peninsular-Ultramarina, La Ilustración Española y Americana o Diario de Bilbao. Obtuvo escaño de diputado a Cortes durante el Sexenio Democrático, en las elecciones de marzo de 1871, por el distrito de Burgos, así como, más adelante, sería senador por la provincia de Tarragona, ya durante la Restauración borbónica en España.
De pensamiento iberista y afín al librecambismo decimonónico, fue individuo correspondiente de la Real Academia de Ciencias Morales y Políticas en Londres. Falleció en San Sebastián el 21 de enero de 1904. Fue nominado al Premio Nobel de la Paz en 1902 por William Evans Darby, presidente de la London Peace Society, y en 1904 por Miguel de Villanueva pero ambas propuestas no llegaron a ser admitidas a trámite. Hizo uso del pseudónimo «Augusto de Bilbao» y fue poseedor de la gran cruz de Isabel la Católica .